# Lupus (bande dessinée)
Pour les articles homonymes, voir Lupus.
Lupus est une série de bande dessinée suisse en noir et blanc de Frederik Peeters, publiée par Atrabile dans la collection « Bile Blanche » en quatre volumes sortis entre 2003 et 2006.

## Synopsis
Lupus et Tony sont deux voyageurs de l'espace. Ils vadrouillent à travers la galaxie en essayant de pêcher un gros poisson et en essayant des drogues de plusieurs sortes. Leurs vies basculent en faisant la rencontre de Sanaa, une jeune femme un peu perdue...

## Publication

### Albums
1. Volume 1, Atrabile, janvier 2003  (ISBN 2-940329-03-6)
2. Volume 2, Atrabile, janvier 2004  (ISBN 2-940329-10-9)[1]
3. Volume 3, Atrabile, mai 2005  (ISBN 2-940329-18-4)
4. Volume 4, Atrabile, mars 2006  (ISBN 2-940329-23-0)

### Intégrales
- Intégrale, Atrabile, 25 octobre 2011  (ISBN 978-2-940329-90-8)
- Intégrale, Atrabile, 21 octobre 2014  (ISBN 978-2-88923-025-9)
- Intégrale, Atrabile, 9 novembre 2017  (ISBN 978-2-88923-063-1)

## Réception critique

### Récompenses
- 2007 : Volume 4 élu comme l'un des « Essentiels d'Angoulême » au Festival d'Angoulême 2007.

### Nominations
- 2004 : Volume 1 nommé en sélection officielle du Festival d'Angoulême 2004.
- 2005 : Volume 2 nommé en sélection officielle du Festival d'Angoulême 2005.
- 2006 : Volume 3 nommé pour le « Prix de la série » au Festival d'Angoulême 2006.